# Eine kleine Nachtmusik
La Serenata in Sol maggiore K 525, universalmente nota come Eine kleine Nachtmusik (Piccola serenata), è un notturno per archi scritto da Wolfgang Amadeus Mozart nel 1787.
Si tratta di uno dei notturni orchestrali più celebri, «diventato addirittura il simbolo del notturno orchestrale».

## Storia
Il brano fu scritto da Mozart fra il 1º e il 10 agosto 1787, due mesi prima di partire per Praga per la prima rappresentazione del Don Giovanni, e subito dopo aver composto un'altra celebre pagina: Ein musikalischer Spaß K 522. Mozart lo compose probabilmente per essere utilizzato durante una ricorrenza festiva, in un elegante giardino di qualche residenza signorile; era usanza infatti che le feste o le riunioni che si tenevano all'aperto nelle case nobiliari dell'epoca fossero spesso rallegrate da un sottofondo musicale, interpretato da un ridotto complesso strumentale di fiati o strumenti ad arco.

## Struttura e analisi
- Allegro (Sol maggiore)
- Romanza. Andante (Do maggiore)
- Minuetto e trio. Allegretto (Sol maggiore)
- Rondò. Allegro (Sol maggiore)

Originariamente la serenata comprendeva due minuetti, di cui il primo (che è andato perduto) si collocava tra l'Allegro del primo movimento e la Romanza. La composizione si presenta oggi con soli quattro movimenti e rientra in questo modo nel canone della sinfonia viennese.
Probabilmente Mozart scrisse la Serenata in Sol maggiore come contraltare allo Scherzo K 522 composto poco tempo prima, come se volesse realizzare una controparte seria a una composizione di pura parodia e divertimento. D'altra parte i punti di contatto fra le due composizioni sono diversi, corrispondono infatti entrambe a un nuovo interesse del musicista per i Divertimenti e le Serenate che aveva da tempo abbandonato; inoltre le due composizioni sono in quattro movimenti, a differenza di opere precedenti più ricche come struttura.
Poiché con questa composizione Mozart aveva l'intento di realizzare un brano per qualche ricorrenza o festa, scrisse una partitura gioiosa, evitando accuratamente le formule retoriche ricorrenti e mantenendo un atteggiamento musicale molto raffinato e di grande chiarezza espositiva, quasi stilizzato.
La composizione è di struttura relativamente semplice, ma ricca di idee portate avanti con grande leggerezza e continuità. Il brano inizia con un Allegro che presenta un tema semplice, ma di grande impatto. La Romanza che segue è un movimento molto tenero e in alcuni punti un po' malinconico che delinea una melodia di grande limpidezza. Il minuetto è assolutamente coerente con gli altri movimenti e viene svolto in modo pacato, quasi un'ulteriore romanza. Infine il rondò è trattato da Mozart in forma non canonica, infatti è in realtà un Allegro dal grande impulso ritmico, presentato in forma-sonata dove è presente un ritornello e viene ripreso il tema principale.

## Riferimenti moderni
La composizione è stata oggetto di due parodie di Peter Schickele: l'opera A Little Nightmare Music (sotto lo  pseudonimo P. D. Q. Bach) e Eine kleine Nachtmusik (pubblicata a suo nome, inclusa in Portrait of P. D. Q. Bach).
All'inizio di Amadeus di Miloš Forman l'anziano Salieri parla con il sacerdote e cerca invano di fargli riconoscere alcune sue composizioni, accenna poi l'inizio di Eine kleine Nachtmusik e il sacerdote lo riconosce subito, cominciando a canticchiare; Salieri ammette che la composizione non è sua, ma di Mozart.
La canzone Daddy, He Got a Tesla del gruppo Vulfpeck include una citazione del brano.